# 25611 Mabellin
25611 Mabellin è un asteroide della fascia principale. Scoperto nel 2000, presenta un'orbita caratterizzata da un semiasse maggiore pari a 2,9200923 UA e da un'eccentricità di 0,1027349, inclinata di 1,93738° rispetto all'eclittica.